# Kodla, Sedam
Kodla là một làng thuộc tehsil Sedam, huyện Gulbarga, bang Karnataka, Ấn Độ.